# Robert von Benda

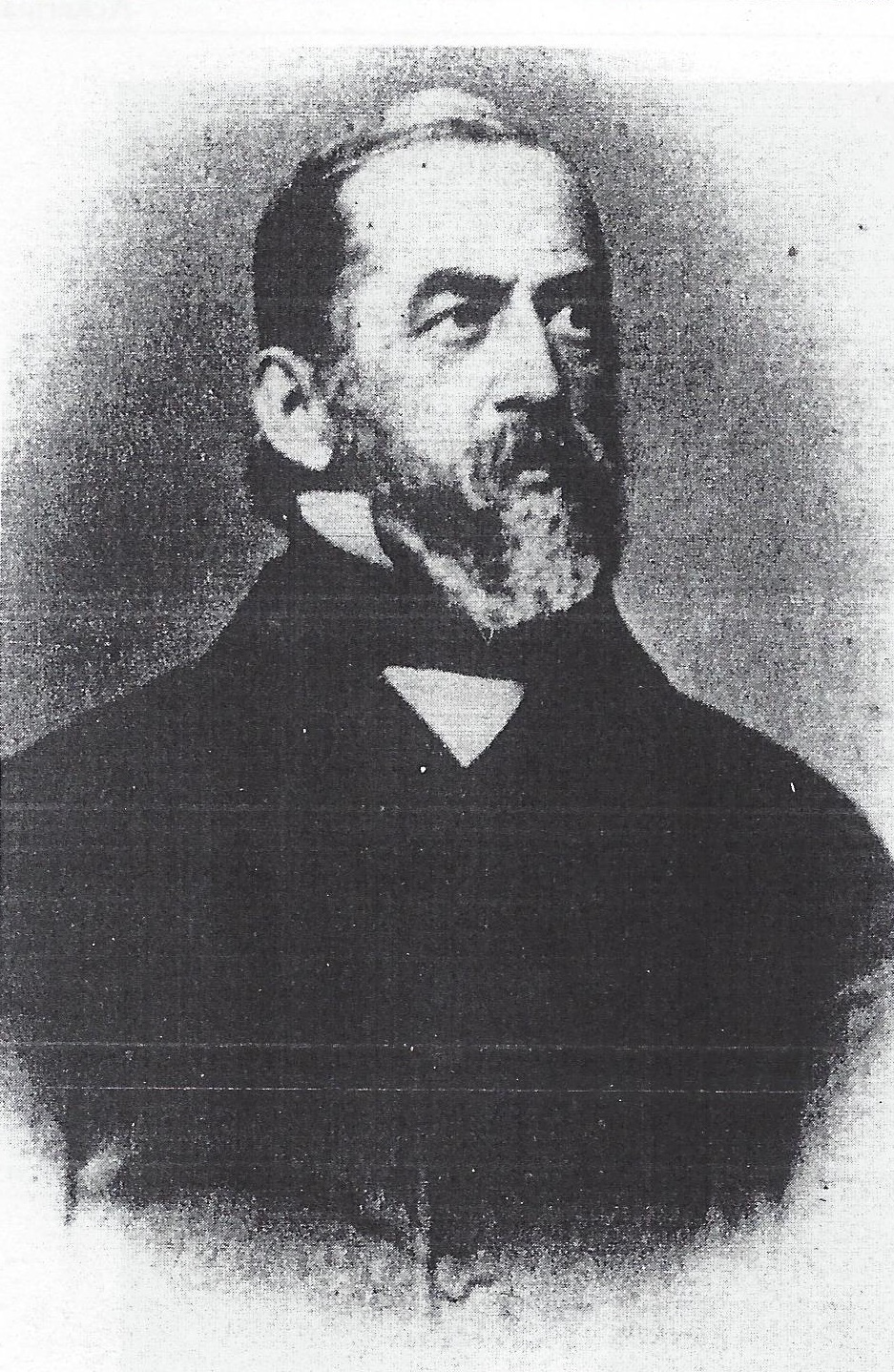
Robert von Benda (1876)

Karl Friedrich Wilhelm Robert von Benda (* 18. Februar 1816 in Liegnitz; † 16. August 1899 in Rudow) war ein deutscher Rittergutsbesitzer und nationalliberaler Politiker.

## Leben

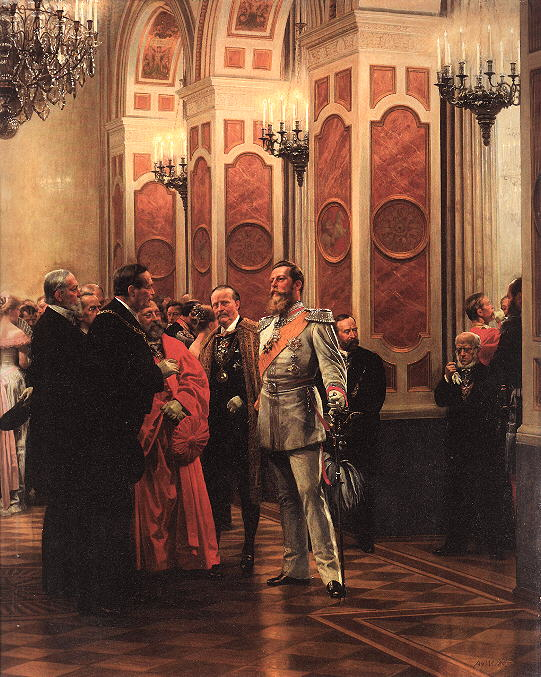
Robert von Benda (links außen) auf dem Hofball im Weißen Saal im Berliner Schloss, Gemälde von Anton von Werner

Robert von Benda wurde 1816 in Liegnitz, dem heutigen Legnica in Schlesien, als Sohn des August Wilhelm Heinrich Ferdinand von Benda (1779–1861) geboren. Benda entstammte einer in Böhmen ansässigen Musikerfamilie, die 1825 von Friedrich Wilhelm III. von Preußen nobilitiert wurde. Sein Großvater war der Musiker Carl Benda. 1853 erwarb die Familie das Rittergut Rudow bei Berlin. Robert von Benda ist der Stammvater aller heute lebenden Mitglieder des Adelsgeschlechts.
Nach dem Abitur in Berlin begann Benda an der Ludwig-Maximilians-Universität München Rechtswissenschaften zu studieren. 1835 wurde er Mitglied des Corps Palatia München. Als Inaktiver wechselte er an die heimatliche Friedrich-Wilhelms-Universität zu Berlin. Nach den Examen trat er in die innere Verwaltung des Königreichs Preußen. Bis 1849 war er Regierungsassessor in Potsdam. Danach bewirtschaftete er das Gut Rudow. Ab 1858 war er Berufspolitiker.
Im Jahr 1859 wurde Benda Mitglied des Preußischen Abgeordnetenhauses, dem er bis 1898 – über 39 Jahre – angehörte. Er war Anhänger Otto von Bismarcks und Mitglied der Nationalliberalen Partei; von 1877 bis 1898 war er im Parteivorstand. 1867 wurde er in den Reichstag des Norddeutschen Bundes gewählt. Von 1871 bis 1898 saß er im Reichstag des Deutschen Kaiserreichs. Dort gehörte er zu den führenden Fraktionsmitgliedern der NLP. Ab 1878 war er Vizepräsident des Preußischen Abgeordnetenhauses. Außerdem saß er im Vorstand des Kongresses Deutscher Landwirte.
Von Benda war zweimal verheiratet: Seine Ehefrauen waren Elise Honig und Marie Jonas. Aus den beiden Ehen kamen sein Sohn Hans Robert Heinrich von Benda (1856–1919) und seine Tochter Annemarie Gabriele von Benda (1871–1924) hervor.
Von Benda starb 1899 im heutigen Berliner Ortsteil Rudow von Neukölln im Alter von 83 Jahren.